# Fairchild Dornier 328JET
Fairchild Dornier 328JET – pasażerski samolot komunikacji lokalnej, konstrukcji niemieckiej wytwórni Dornier, która po wykupieniu 80% udziałów przez amerykańską firmę Fairchild Aircraft, została przemianowana na Fairchild Dornier.

## Historia
Samolot jest odrzutową wersją turbośmigłowego Dorniera 328, który został oblatany w 1991 roku. Wersja z silnikami odrzutowymi rozważana była już w 1995 roku jednak dopiero po przejęciu firmy przez Fairchild Aircraft pracę ruszyły pełną parą. W lutym 1997 rozpoczęto budowę czterech prototypów a rok później pierwszy z nich wzbił się po raz pierwszy w powietrze. W produkcję samolotu zaangażowane były firmy z Portugalii, OGMA wykonywała blachy pokrycia, części kadłuba wykonywane były we włoskiej Aermacchi, gondole silnikowe amerykański NORDAM, golenie podwozia francuski Messier-Dowty a angielski Dunlop Aviation kompletne koła z systemem hamulcowym. Końcowy montaż samolotu odbywał się w macierzystych zakładach Dorniera w Oberpfaffenhofen. Samolot był ostatnim produktem Dorniera przed jego bankructwem, prawa do całego programu budowy maszyny przejęła w 2003 roku amerykańska firma AvCraft Aviation. Planowana była również powiększona wersja samolotu, mieszcząca 44 pasażerów oznaczona jako Fairchild Dornier 428JET. W celu jej produkcji Fairchild podpisał porozumienie z izraelskim Israel Aerospace Industries.

## Konstrukcja
Samolot jest grzbietopłatem z kadłubem o kołowym przekroju i ciśnieniową kabiną, która wykonana jest ze stopów metalu. Nie ciśnieniowa tylna część kadłuba wykonana jest z kompozytu węglowego. W konstrukcji osłony radaru i gondoli podwozia wykorzystano kompozyty kevlarowo węglowe. W kadłubie umieszczone są drzwi, przednie wejściowe ze schodkami będącymi ich integralną częścią oraz dwoje drzwi z tyłu kadłuba za skrzydłami. Usterzenie w układzie T zbudowane z kompozytu kevlarowo węglowego. Na sterze wysokości i kierunku znajdują się trymery. Podwozie chowane w kadłubie, przednie, kierowane, dwukołowe oraz główne również dwukołowe chowane w gondolach do owiewek w kadłubie. Napęd samolotu stanowią dwa silniki turbowentylatorowe. Skrzydło o obrysie trapezowym z prostokątnym centropłatem i nadkrytycznym profilu. W płacie umieszczone są zbiorniki paliwa. Płat posiada jednoszczelinowe klapy Fowlera i lotki. Na górnych powierzchniach skrzydeł umieszczono spoilery służące również jako hamulec aerodynamiczny. Samolot ma bardzo mały rozbieg dzięki czemu może korzystać z niewielkich lotnisk położonych w centrum miasta.